# Izy (Marke)
Izy war eine Marke der Thalys International. Seit 2016 verkehrten unter dieser Marke Züge zwischen Paris-Nord und Bruxelles-Midi/Brussel-Zuid. Nach Unterbrechung des Betriebs infolge der COVID-19-Pandemie wurde ein stark reduzierter Betrieb Ende Mai 2021 wieder aufgenommen. Zum 10. Juli 2022 wurden die Izy-Züge eingestellt.

## Betrieb
Bedient wurde ausschließlich die Strecke Paris-Nord und Bruxelles-Midi/Brussel-Zuid über die klassische Trasse zwischen Paris und Arras statt über die Schnellfahrstrecke LGV Nord, was die Reisezeit teilweise um über eine Stunde auf bis zu zwei Stunden und dreißig Minuten verlängerte. Eingesetzt wurde ursprünglich eine TGV-Garnitur in violett-grüner IZY-Lackierung, später ergänzt um eine weitere TGV-TMST-Garnitur (ehemals Eurostar). Nach pandemiebedingter Einstellung des Betriebs im November 2020, wurde der Betrieb am 21. Mai 2021 mit zunächst nur vier wöchentlichen Relationen (Freitag bis Montag) in Thalys-Zügen wieder aufgenommen. Nachdem seit 2019 das Fahrplanangebot kleiner wurde und die Fahrgastzahlen zurückgegangen waren, erfolgte 2022 die Einstellung des Angebots. Thalys warb 2022 für ähnlich günstige Tickets in den Thalys-Zügen, insbesondere für junge Reisende.

## Konzept

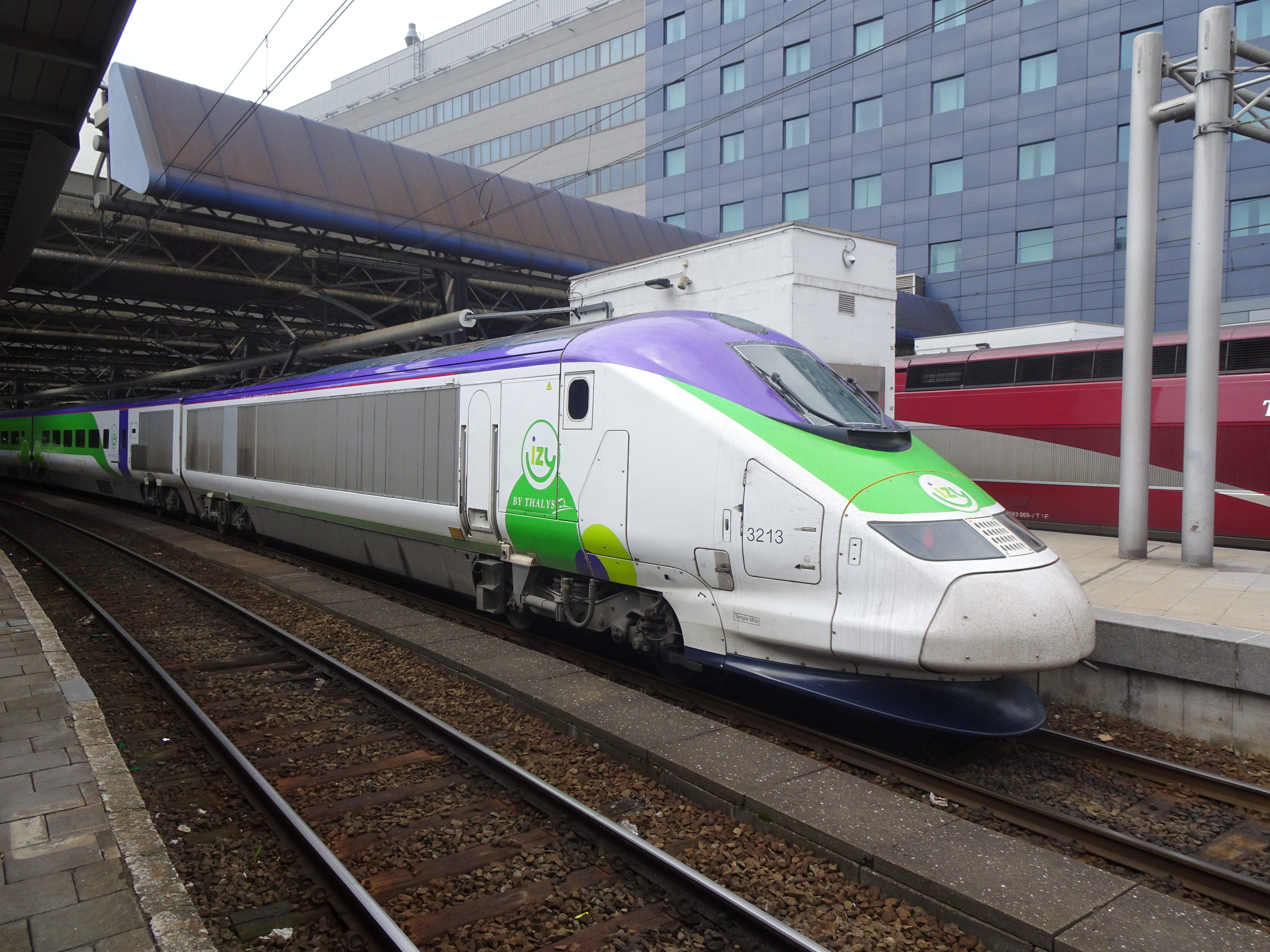
TGV TMST 373213/373224 in Brüssel

Das Konzept basiert auf der Idee der Billigfluggesellschaften (zum Beispiel Ryanair oder Easyjet) und wurde u. a. folgendermaßen umgesetzt:
- Die Züge fuhren weitestgehend nicht über Schnellfahrstrecken. Die LGV Nord wurde nicht befahren. Somit konnten hohe Trassenpreise vermieden werden.
- Ein Bordrestaurant oder Bordbistro war in den Zügen nicht vorhanden.
- Im Ticketpreis inbegriffen war lediglich ein in Größe und Gewicht beschränktes Gepäckstück.
- In den Zügen wurde nur ein Mindestmaß an Mitarbeitern eingesetzt.

## Preise
Izy bot verschiedene Sitzoptionen an, unter anderem Klappsitze im Eingangsbereich der Züge, die aufgrund des verminderten Komforts zu niedrigen Preisen angeboten wurden.